# Solo Affitti
SoloAffitti è un’azienda italiana che si occupa di consulenza, gestione e tutela della rendita immobiliare. Fu fondata nel 1997 a Cesena da Silvia Spronelli.
Il Gruppo SoloAffitti coordina, tramite la formula del franchising, circa 300 punti affiliati in Italia, e gestisce 35.000 nuovi contratti di locazione stipulati ogni anno, per un volume annuo di affitti pari a 430.000.000 di euro.

## Storia
L’attuale presidente dell'azienda, Silvia Spronelli, inizia la carriera nel 1992 nell’agenzia immobiliare di famiglia, la ProVimm di Cesena, sua città natale.
Dopo aver conseguito la laurea in giurisprudenza e aver ottenuto uno dei primi patentini da agente immobiliare (richiesto dalla nuova legge 39 del 1989), cerca di crearsi uno spazio tutto suo all’interno dell’impresa di famiglia, dedicandosi principalmente alla locazione, perché nota che, all’interno delle agenzie classiche, questo genere di trattative rivestono minor interesse rispetto a quelle di compravendita.
Nel 1997, insieme ad altri imprenditori del settore, apre la prima agenzia SoloAffitti; il marchio coniuga il leprotto, simbolo dell’impresa di famiglia, a un nome che richiama immediatamente la specializzazione della nuova proposta commerciale.
Nel 2000 SoloAffitti sviluppa Affittosicuro, il pacchetto di tutele che mette al riparo il proprietario da morosità e sfratti.
Nel 2011 ascoltando le necessità del mercato, nascono gli spin off Compraffittando, con la formula dell’affitto a riscatto, e Affittoaprimavista, il servizio di allestimento professionale della casa in affitto, che strizza un occhio alle regole dell’home staging.
Nel 2013 SoloAffitti è il terzo gruppo di reti immobiliare in Italia .
Nel 2019 le tutele affittosicuro vengono emesse dal Gruppo SoloAffitti che rimborsa direttamente il proprietario in caso di morosità.
Nel 2020 SoloAffitti ribalta la figura dell’agente immobiliare dando vita a quella del Rental Property Manager, figura consulenziale di riferimento nel mondo SoloAffitti.
Nel 2021 SoloAffitti aumenta il proprio capitale sociale a 2.000.000 di euro. Nasce GSA Holding, con un capitale sociale di 2.000.000, che unisce sotto un'unica sigla le aziende di riferimento del mondo SoloAffitti.